# 宮田喜一郎
宮田 喜一郎（みやた きいちろう、1960年7月24日 - ）は、日本の技術者。オムロン ヘルスケア代表取締役社長を経て、オムロン代表取締役副社長最高技術責任者。

## 人物・経歴
大阪府出身。1979年大阪府立住吉高等学校卒業。1985年神戸大学工学部生産機械工学科卒業、立石ライフサイエンス研究所入社。
1990年オムロンライフサイエンス研究所開発テーマリーダー。1994年Omron Healthcare,Inc.技術管理ディレクター・商品企画マネージャー。2003年オムロン ヘルスケア商品事業統轄部生体計測事業部長。2005年オムロン ヘルスケア商品事業統轄部長。2006年オムロン ヘルスケア商品事業統轄部長兼執行役員。2008年オムロン ヘルスケア品事業統轄部長兼執行役員常務。
2010年オムロン ヘルスケア代表取締役社長、オムロン執行役員。2012年オムロン執行役員常務。2015年オムロンCTO兼技術・知財本部長。2017年オムロン代表取締役執行役員専務CTO兼技術・知財本部長。
2018年オムロン代表取締役執行役員専務CTO兼技術・知財本部長兼イノベーション推進本部長。2023年オムロン代表取締役執行役員副社長CTO。経済産業省次世代ヘルスケア産業協議会委員なども務めた。